# Virovac
Virovac es un pueblo ubicado en el municipio de Mionica, distrito de Kolubara, Serbia.

## Superficie
Cuenta con una superficie de 7,804 kilómetros cuadrados.

## Demografía
Hasta 2022 la población era de 268 habitantes, con una densidad de población de 34,34 habitantes por kilómetro cuadrado.
| 900                                                             | 927 | 826 | 748 | 674 | 531 | 419 | 346 | 268 |
| (Fuente: Population statistics of Eastern Europe & former USSR) |     |     |     |     |     |     |     |     |